# Освей (самолёт)
ЛМС-192 Освей — разрабатываемый российско-белорусский 19-и местный самолёт для местных воздушных линий. Создаётся как замена самолёта Let L-410 «Turbolet». Первый самолёт планируется произвести в 2026 году.

## История
В конце 1960-х годов по заказу Аэрофлота в рамках СЭВ на чехословацком заводе Let Kunovice был построен самолёт L-410. Начиная с 1969 года и до 1991 года было построено 1104 самолёта L-410 различных модификаций, причём 862 из них были поставлены в Советский Союз. Самолёты активно применялись для перевозок пассажиров и грузов на местных воздушных линиях. Темп производства достигал 84 самолёта в месяц.
После распада СССР, в бывших союзных республиках оставалось около 750 самолётов L-410.
В 1990-х годах, на фоне распада СССР и СЭВ, спрос на самолёты L-410 резко упал, и темп их производства сократился до 2—5 машин в год. В некоторые годы (например 2003—2005) производство вообще не осуществлялось. Это привело к череде банкротств, в ходе которых завод несколько раз менял собственников. В 2005 году завод после очередного банкротства приобретён компанией Aircraft Industries. В 2008 году 51 % акций предприятия Aircraft Industries был куплен российским ОАО «Уральская горно-металлургическая компания». Были организованы поставки самолётов российским авиакомпаниям. В результате к 2013 году выпуск самолётов увеличился до 15 машин в год.
В сентябре 2013 года «Уральская горно-металлургическая компания» приобрела ещё 49 % акций компании Aircraft Industries. В результате УГМК стала единственным собственником Aircraft Indistries, доведя свой пакет акций до 100 %.
С участием УГМК начал реализовываться проект переноса сборки самолётов на Уральский завод гражданской авиации (УЗГА). В марте 2018 года на площадке УЗГА по лицензии чешской Aircraft Industries началась сборка первых L-410.
В связи с российским вторжением на Украину в 2022 году США и ЕС была запрещена продажа в Россию самолётов и запасных частей к ним. Поставки заделов и комплектующих из Чехии, и, соответственно, сборка самолётов на УЗГА были прекращены.
Однако российским авиакомпаниям требовались самолёты местных линий, особенно с учётом прекращения поставок как L-410, так и вообще всех аналогичных импортных машин.
15 апреля 2024 года было заключено Соглашение между Правительством Российской Федерации и Правительством Республики Беларусь о разработке и организации серийного производства двухдвигательного лёгкого многоцелевого самолёта «Освей».
По соглашению Россия в рамках кооперации с Белоруссией должна разместить заказ на белорусском 558-м АРЗ на производство до 2038 года не менее 178 фюзеляжей, а также сборку 50 % самолётов «Освей», предусмотренных к поставке в рамках реализации комплексной программы развития авиационной отрасли РФ.
Остальные 50 % самолётов будут собираться на УЗГА.

## Конструкция

### Технический облик самолёта
Белорусский 558 авиаремонтный завод опубликовал рисунок внешнего облика самолёта «Освей».
Согласно опубликованным данным, самолёт будет представлять собой лёгкий многоцелевой 19-местный двухдвигательный турбовинтовой самолёт, подкосный высокоплан (в отличие от свободнонесущего высокоплана L-410), с неубирающимися шасси (у L-410 шасси убираются).
На самолёте будет использован двигатель ВК-800, в качестве бортового оборудования — комплекс, разработанный АО «Концерн Радиоэлектронные технологии».